# Avenue Lacassagne
L’avenue Lacassagne est une avenue située dans le 3e arrondissement de Lyon, en France.

## Origine du nom
Avant d'être urbanisée telle qu'elle l'est aujourd'hui, l'avenue Lacassagne s'appelait avenue des Pins. Mais à la suite de la mort d'Alexandre Lacassagne, maître de la médecine médico-légale, l'avenue a été rebaptisée en son nom le 27 septembre 1925 (par délibération municipale).

## Présentation
L'avenue Lacassagne commence au croisement entre la rue Paul-Bert et la rue Maurice-Flandin. Elle prend fin sur le boulevard Pinel, en face de l'hôpital du Vinatier. C'est l'une des plus larges avenues du 3e arrondissement, qu'elle dessert quasiment intégralement d'est en ouest. Elle ne possède aujourd'hui plus d'architecture caractéristique, la majorité des immeubles datant en effet de la fin du XXe siècle. Toutefois, une petite dizaine d'hôtels particuliers Art nouveau, parfois en déshérence, sont d'un grand intérêt et notamment le Chateau Lacassagne situé au niveau 84 qui abrite la maison de quartier.

## Points d'intérêt
- au 86 : Bibliothèque du 3e arrondissement Lacassagne - Marguerite Yourcenar, ouverte en 2017[3]

## Dans la fiction
- L'action du roman Les Six Compagnons et la Princesse noire (1971) se déroule en partie dans l'avenue Lacassagne.